# Kelly Ayotte
Kelly Ayotte (ur. 27 czerwca 1968) – amerykańska polityk Partii Republikańskiej. W latach 2011–2017 pełniła funkcję młodszego senatora z New Hampshire. Była częścią czteroosobowej delegacji tego stanu w Kongresie. Cała delegacja składała się po wyborach w 2012 roku z kobiet, co było pierwszym takim przypadkiem w historii Stanów Zjednoczonych. Zmieniło się to po wyborach z 2014 roku.

## Wczesne lata i początek kariery politycznej
Urodziła się w Nashua, drugim pod względem wielkości mieście New Hampshire. Studiowała nauki polityczne na Uniwersytecie Stanu Pensylwania. Pracowała jako prawnik. Była między innymi prokuratorem w biurze Prokuratora Generalnego New Hampshire, potem została radcą prawnym gubernatora Craiga Bensona, który w 2004 roku nominował ją na Prokuratora Generalnego New Hampshire po rezygnacji Petera Heeda. Pełniąc tę funkcję sprzeciwiała się między innymi prawu, które legalizowało małżeństwa homoseksualne w New Hampshire.

## Wybór i praca w Senacie
W lutym 2009 republikański senator Judd Gregg został nominowany przez prezydenta Baracka Obamę na stanowisko Sekretarza ds. handlu w nowym gabinecie demokratycznego prezydenta. Senator przyjął propozycję, jednak wkrótce wycofał się, wyrażając poparcie dla Obamy. Nie mając większych szans na wygranie prawyborów ogłosił, że nie będzie ubiegał się o reelekcję. W lipcu Ayotte zrezygnowała z funkcji Prokuratora Generalnego, by wystartować do Senatu. W prawyborach musiała się zmierzyć z konserwatywnym politykiem TEA Party, którym był Ovide Lamontage i kilkoma innymi, mniej ważnymi kandydatami. Z poparciem kilku znanych twarzy partyjnych, takich jak John McCain, Mitt Romney czy Sarah Palin wygrała prawybory zdobywając 38% głosów, o 1 punkt procentowy więcej niż Lamontage. W wyborach ogólnych w listopadzie 2010 roku pokonała Demokratę Paula Hodesa stosunkiem 60%-37%. Tak duża różnica w stanie postrzeganym jako "swing state" (głosujący raz na jedną, raz na drugą partię, zazwyczaj w wyrównanych wyborach) był spowodowany niepopularnością prezydenta Obamy, która przełożyła się na dotkliwą porażkę Demokratów w wielu stanach.
Została zaprzysiężona 3 stycznia 2011 roku. Zasiada w kilku komisjach między innymi w Komisji ds. Sił Zbrojnych, Komisji ds. Budżetu.
W 2016 roku ubiegała się o kolejną kadencję. Po bardzo zaciętej kampanii przegrała jednak z gubernator New Hampshire Maggie Hassan. Różnica między obiema kandydatkami wyniosła 0,1% (około 700 głosów).

## Poglądy polityczne
Ayotte jest konserwatystką. Sprzeciwia się małżeństwom osób tej samej płci i aborcji. W 2013 roku głosowała także przeciwko zwiększeniu kontroli przy zakupie broni palnej. Nie popiera zwiększenia płacy minimalnej ani reformy zdrowotnej prezydenta Obamy (Obamacare). Są to dość konserwatywne poglądy jak na New Hampshire. Na tle całego Senatu jest jednak średnio konserwatywna. Głosowała za reformą imigracyjną i za porozumieniem kończącym zamknięcie rządu w październiku 2013 roku.